# St. Johannes Baptist (Dischingen)

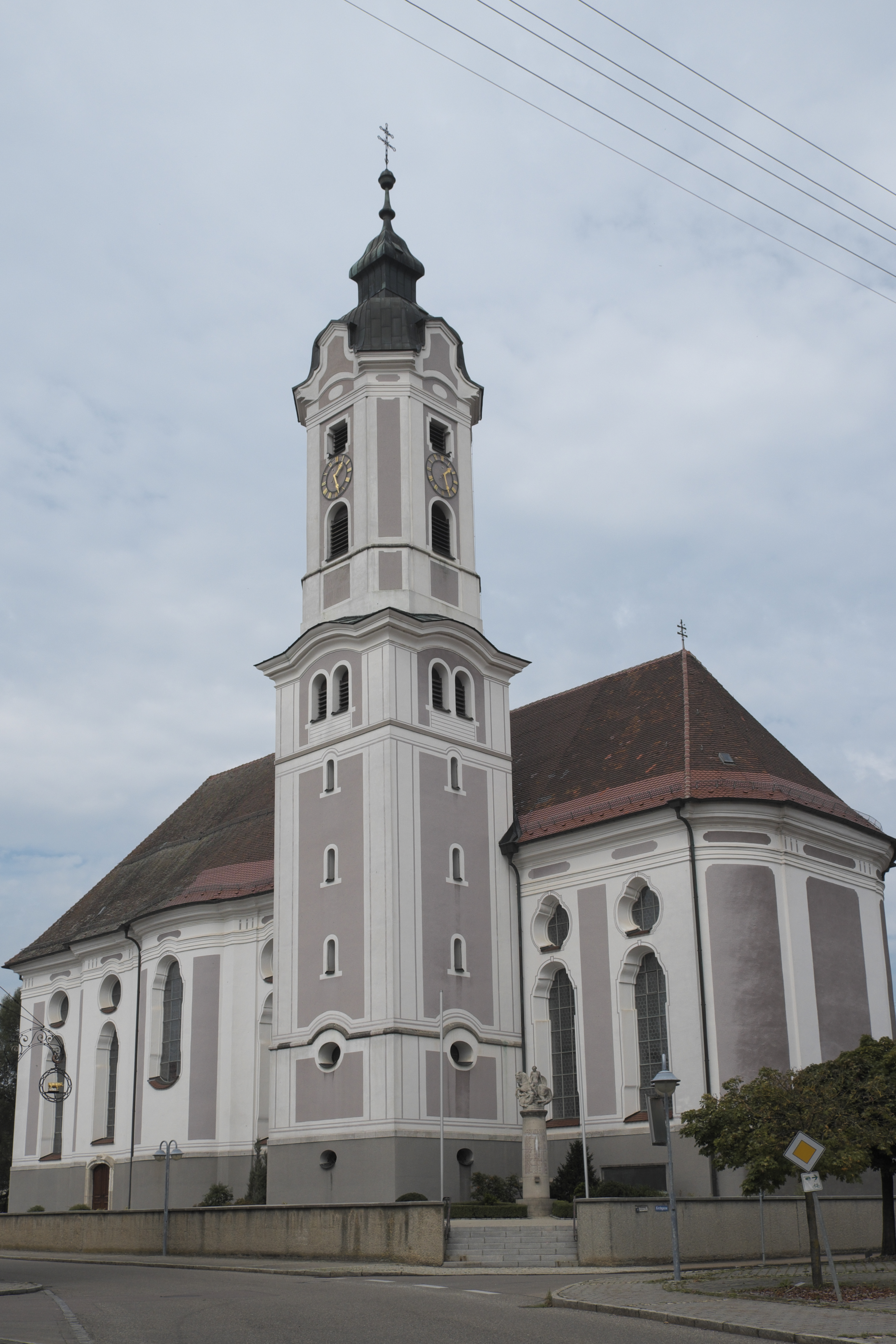
Pfarrkirche St. Johannes Baptist

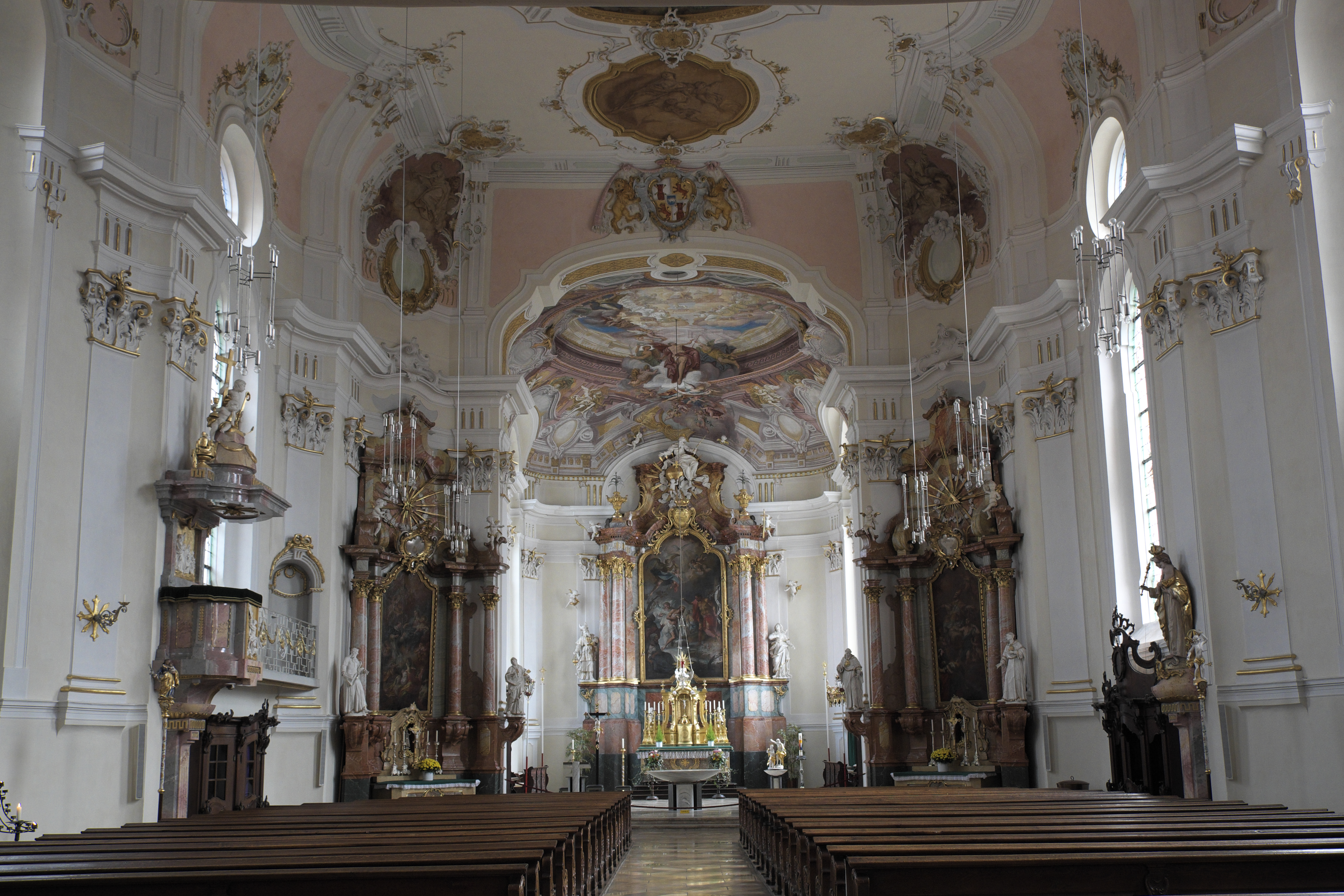
Innenraum

Die katholische Pfarrkirche St. Johannes Baptist in Dischingen, einer Gemeinde im Landkreis Heidenheim in Baden-Württemberg, wurde in der zweiten Hälfte des 18. Jahrhunderts von dem Baumeister Joseph Dossenberger, einem Schüler von Dominikus Zimmermann, errichtet. In ihrer Architektur vereint die Dischinger Kirche die Formen des späten Rokoko und des frühen Klassizismus.

## Geschichte
Eine erste Pfarrkirche ist in Dischingen für das Jahr 1352 erwähnt. Die heutige Kirche ließ Fürst Alexander Ferdinand von Thurn und Taxis von seinem Hofbaumeister Joseph Dossenberger errichten. Innerhalb von nur drei Jahren, von 1769 bis 1771, wurde die neue Kirche fertiggestellt. Im Jahr 1785 fand die Weihe durch den Augsburger Weihbischof Johann Nepomuk August Ungelter statt. Dischingen gehörte bis 1812 zur Diözese Augsburg, 1821 wurde es in die neu geschaffene Diözese Rottenburg eingegliedert.

## Architektur

### Außenbau
Im südlichen Chorwinkel erhebt sich der 48 Meter hohe Glockenturm. Das Langhaus wird von einem Walmdach gedeckt.

### Innenraum

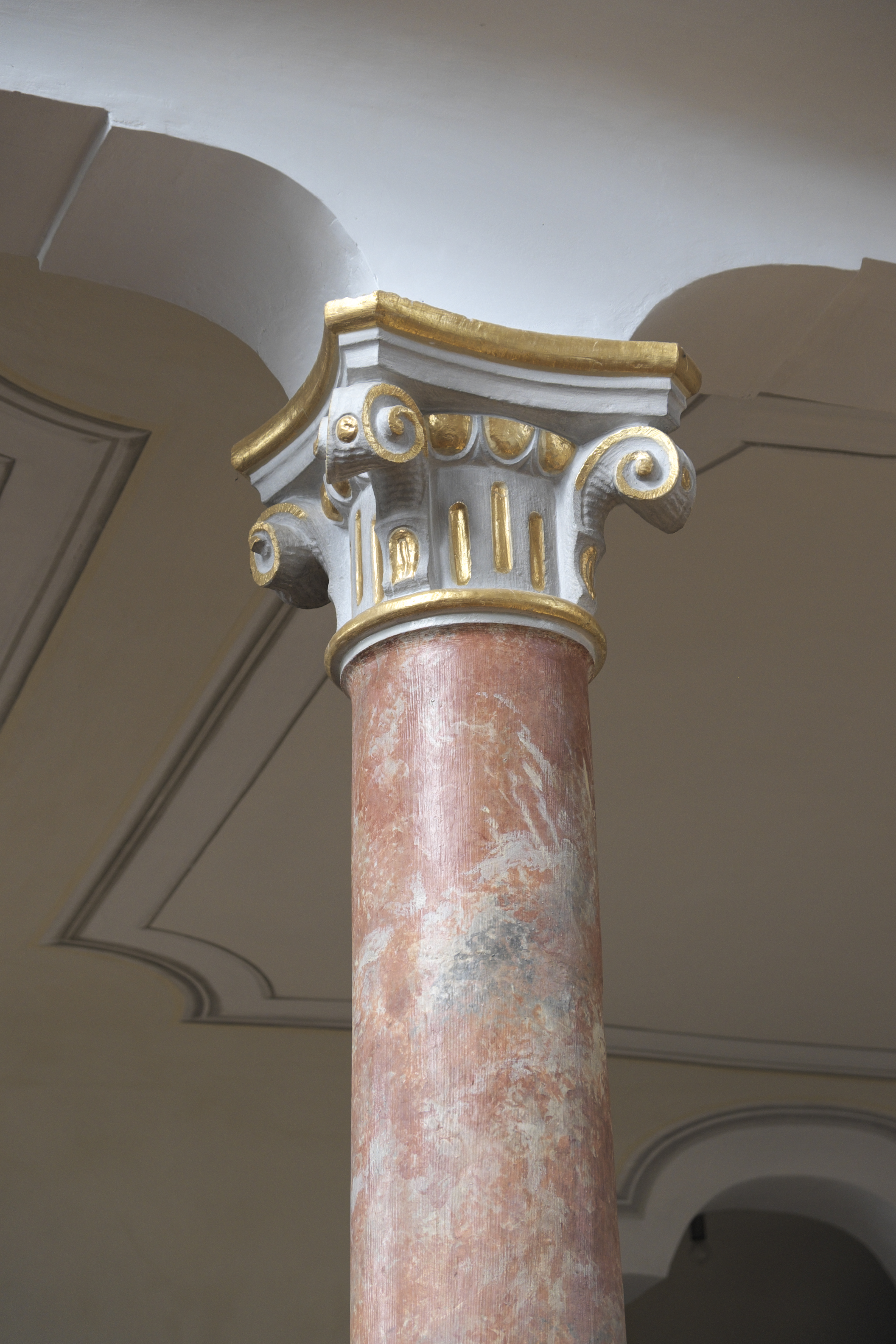
Holzsäule unter der Orgelempore

Ausgewogene Proportionen prägen den Innenraum der Kirche. Ihre Länge entspricht mit 45 Metern der Höhe des Turms (ohne Kreuz und Knauf). Die größte Breite des Langhauses entspricht mit 22,50 Metern der Hälfte der Länge und die Höhe von 15 Metern einem Drittel der Länge.
Das Langhaus weitet sich in seiner Mitte auf beiden Seiten zu einer leichten, mit einem Altar versehenen Ausbuchtung. Flache Pilaster mit korinthischen Kapitellen gliedern die Wände, die von hohen Fenstern und Oberlichtern durchbrochen sind. Ein Korbbogen öffnet das Langhaus im Osten zum eingezogenen Chor. In den abgerundeten Ecken sind zwei Seitenaltäre eingebaut. Über den Türen zum Turm und zur Sakristei befinden sich die Patronatslogen der Fürstenfamilie.
Der Stuck wurde von dem Bildhauer und Stuckateur Thomas Schaidhauf, einem Meister der Wessobrunner Schule, geschaffen.

## Fresken
Die Fresken im Chor und im Langhaus wurden 1771/72 von Gabriel P. Lucello ausgeführt.
Das Deckengemälde des Langhauses stellt den Schutzpatron der Kirche, Johannes den Täufer, bei seiner Bußpredigt dar. Es ist mit der Signatur des Malers und der Jahreszahl 1772 versehen. Auf den von Stuckkartuschen gerahmten Eckbildern sind die vier Evangelisten dargestellt. 
Über dem Chorbogen prangt das Wappen von Alexander Ferdinand von Thurn und Taxis, des Erbauers der Kirche.
Die runde Flachkuppel des Chores trägt ein Deckenfresko mit einer Szene der Offenbarung des Johannes. Es zeigt die Anbetung des Lammes durch die 24 Ältesten. In der Mitte, über dem Lamm, sitzt Gottvater auf einem Thron, umgeben von den Evangelistensymbolen. Den unteren Bildrand durchbricht Johannes der Täufer, der in den Kirchenraum hinabzusteigen scheint. Er wird von Engeln begleitet, einer hält ein Spruchband in den Händen mit der Inschrift: „ECCE AGNUS DEI“ (dies ist das Lamm Gottes).

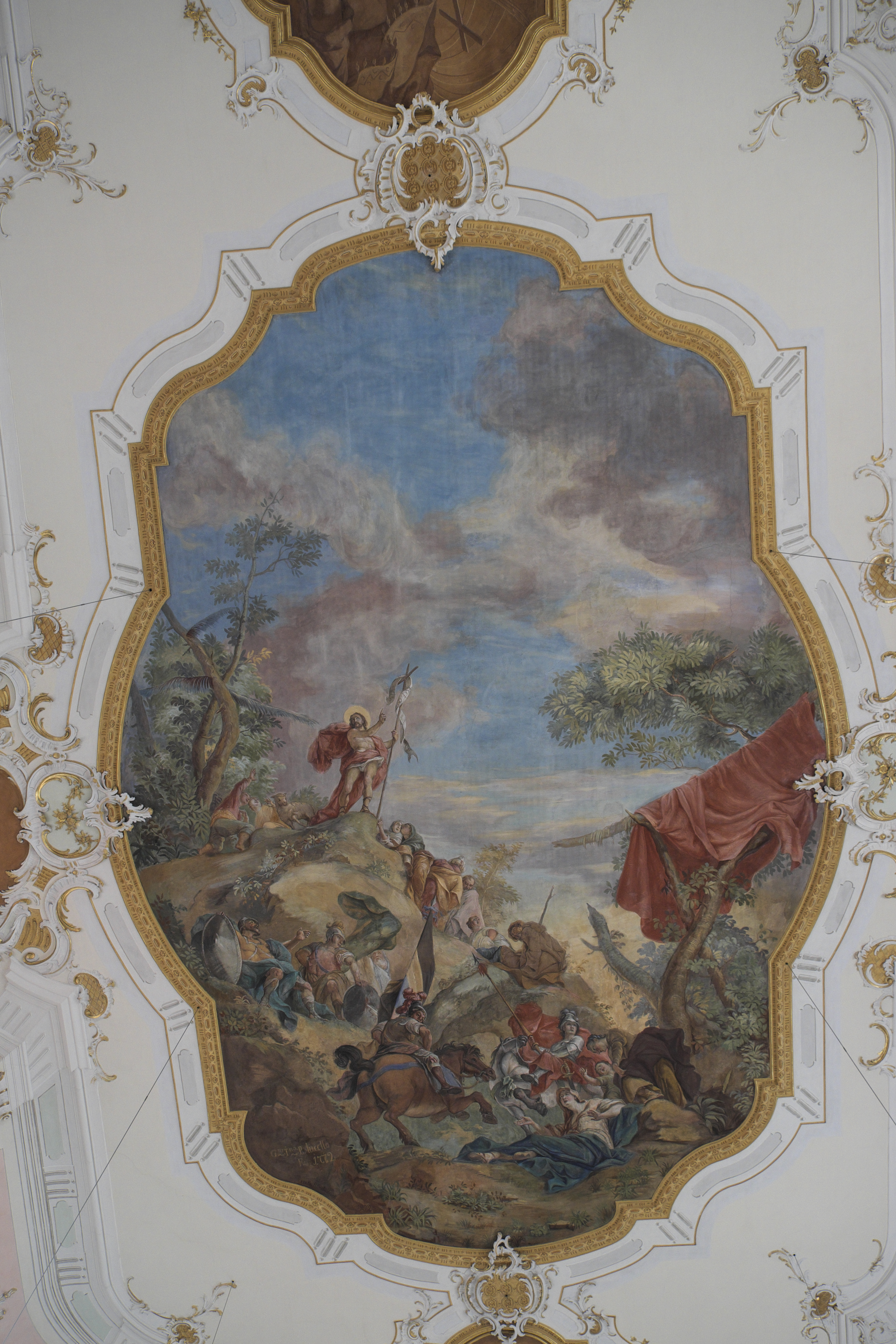
Langhausfresko
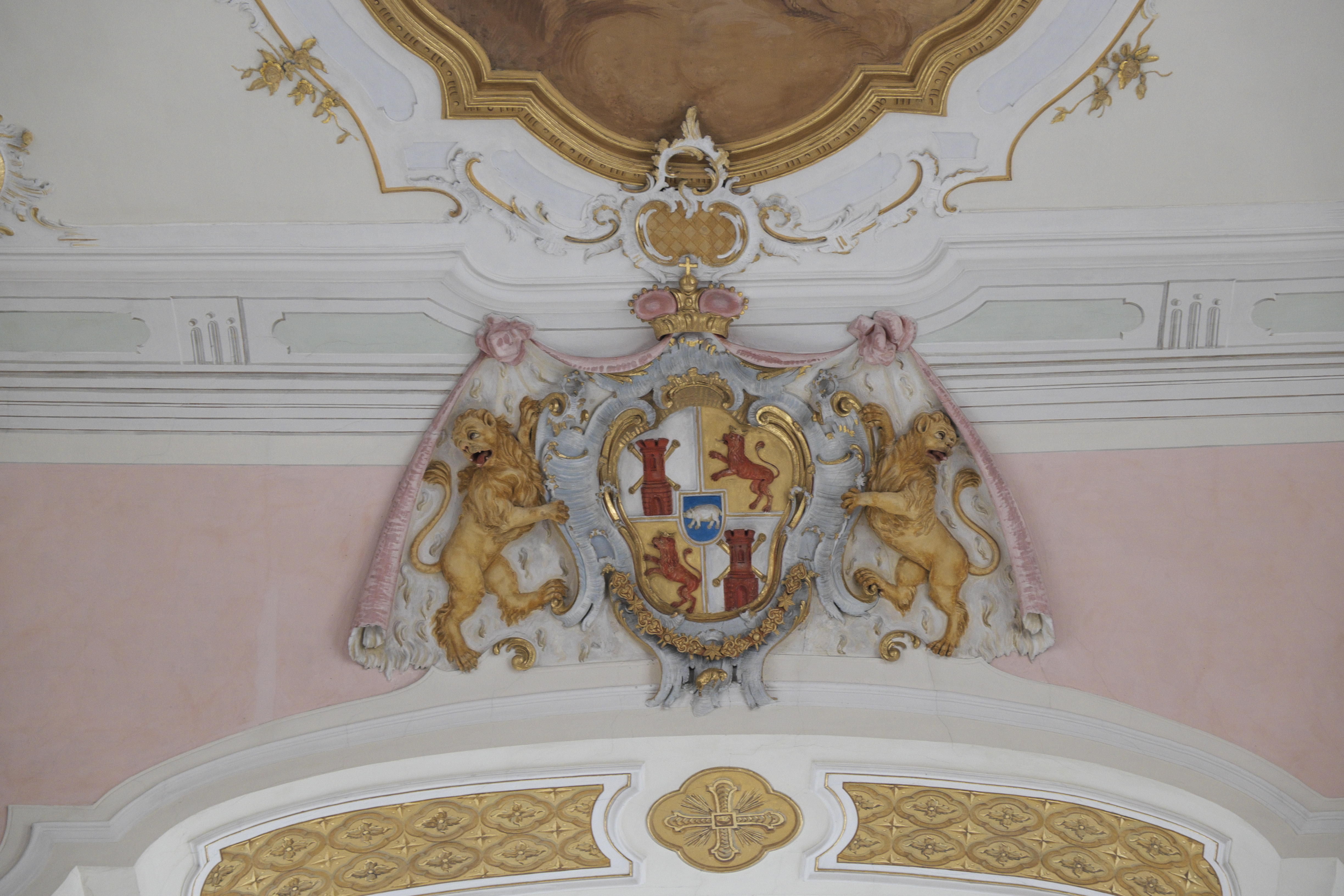
Wappen von Alexander Ferdinand von Thurn und Taxis über dem Chorbogen
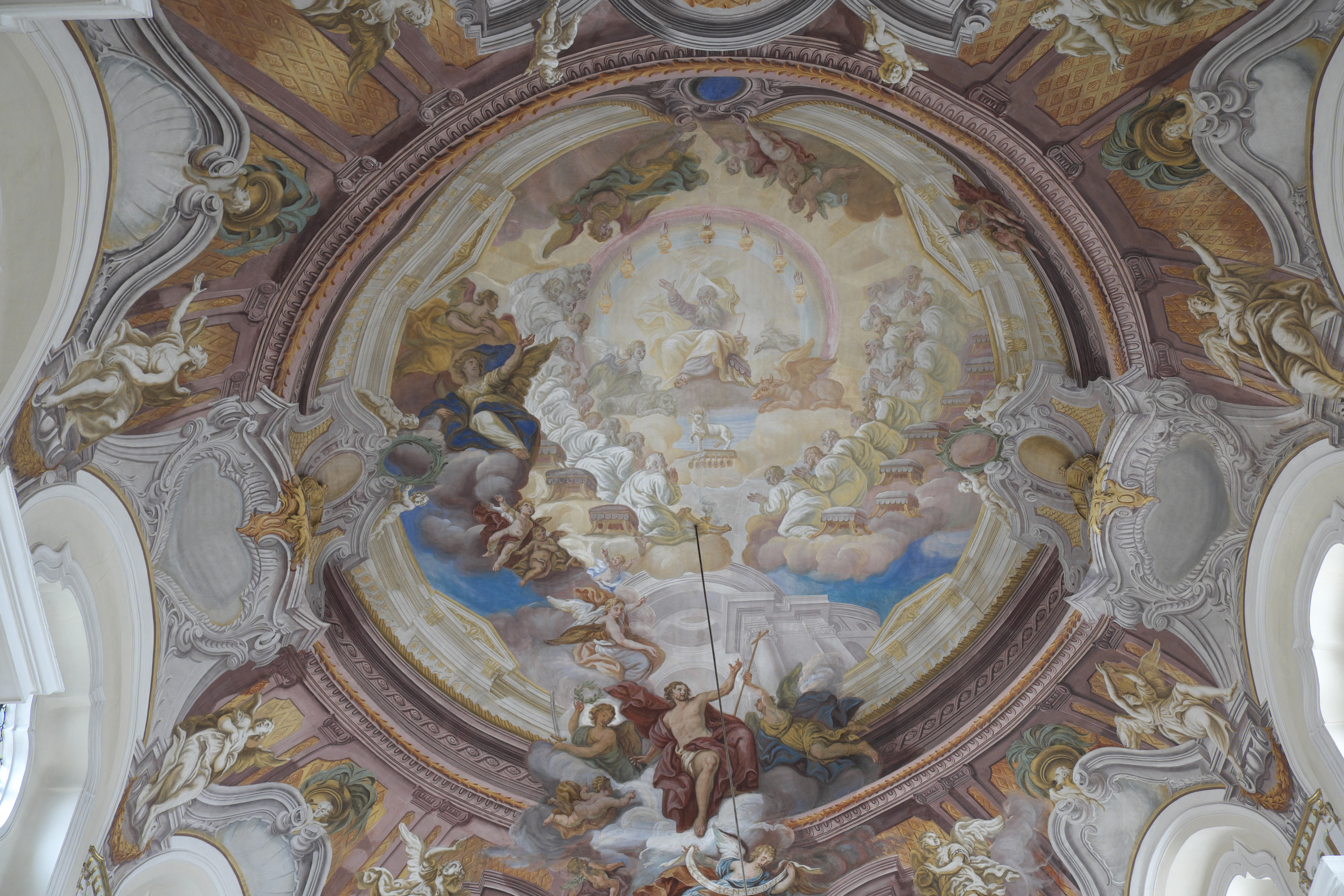
Chorfresko

## Bleiglasfenster
Die Bleiglasfenster wurden in der Tiroler Glasmalerei und Mosaik Anstalt in Innsbruck hergestellt und anlässlich der Renovierung der Kirche im Jahr 1903 eingebaut. Auf einigen Scheiben ist unten die Signatur „GTA INNSBRUCK“ zu lesen. Vier Fenster stellen die Kirchenväter Ambrosius, Augustinus, Gregor den Großen und Hieronymus dar. Zwei Fenster sind mit Wappen des Hauses Thurn und Taxis und der Devise „PERPETUA FIDE“ (stets zuverlässig und treu) versehen.

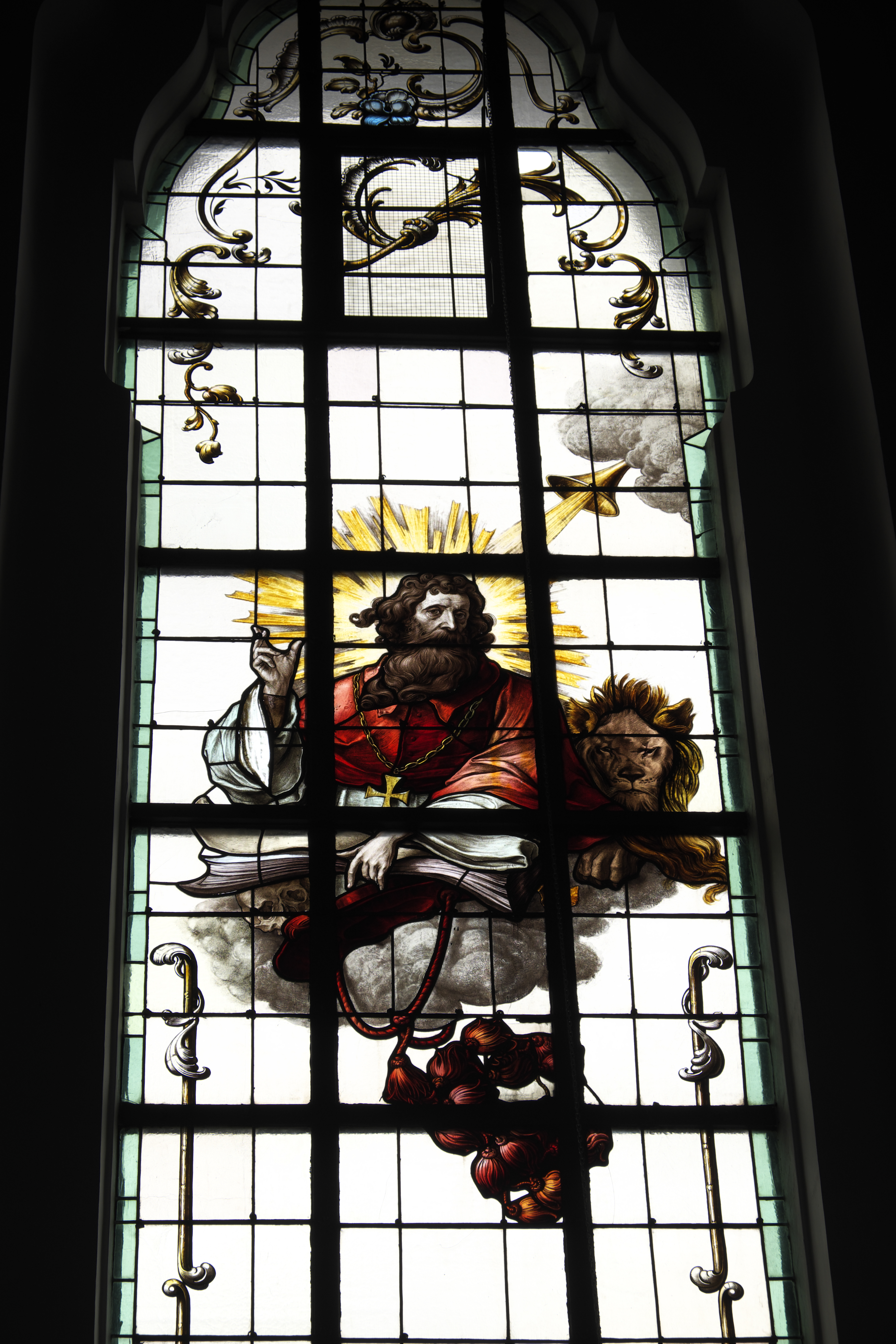
Heiliger Hieronymus
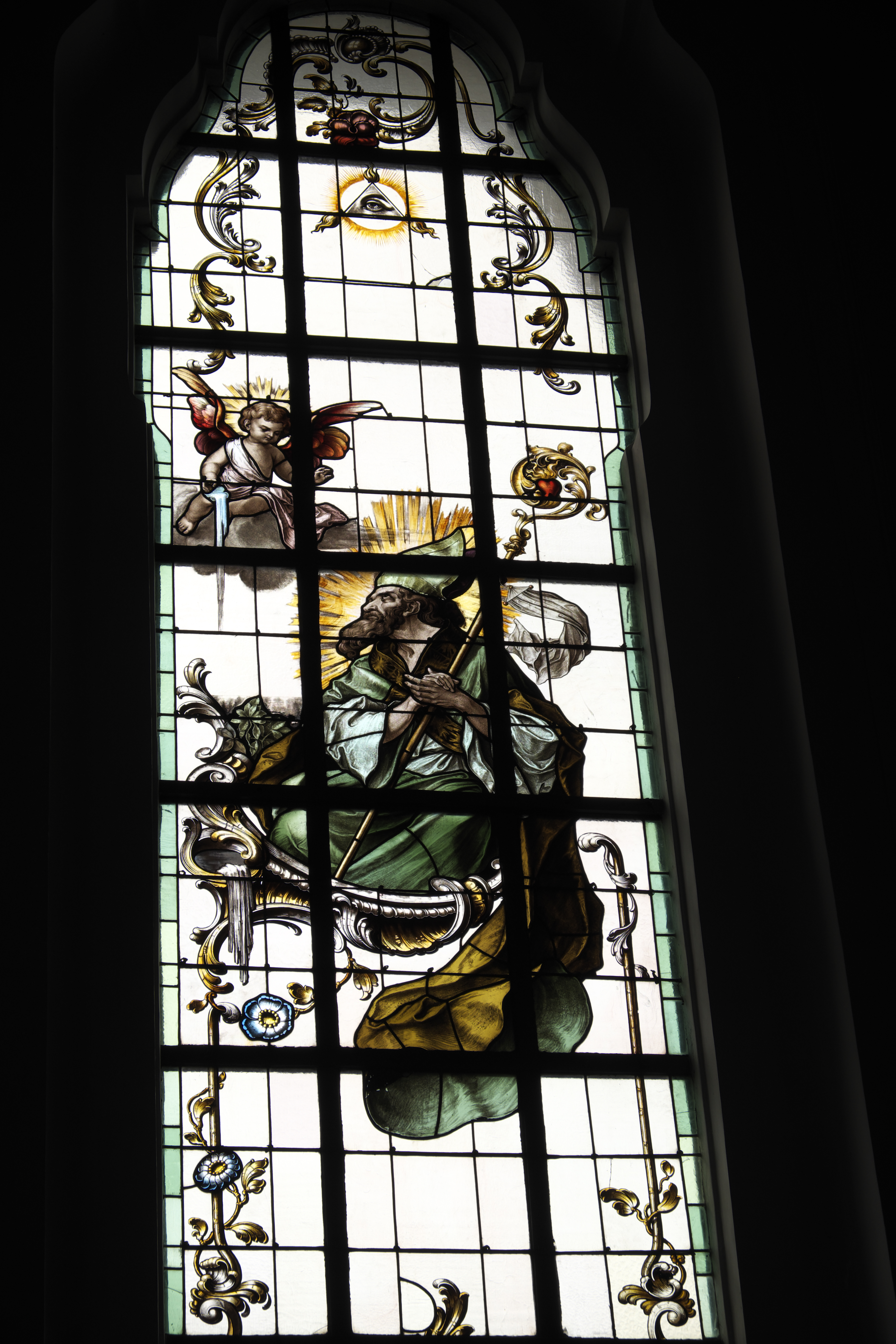
Heiliger Augustinus
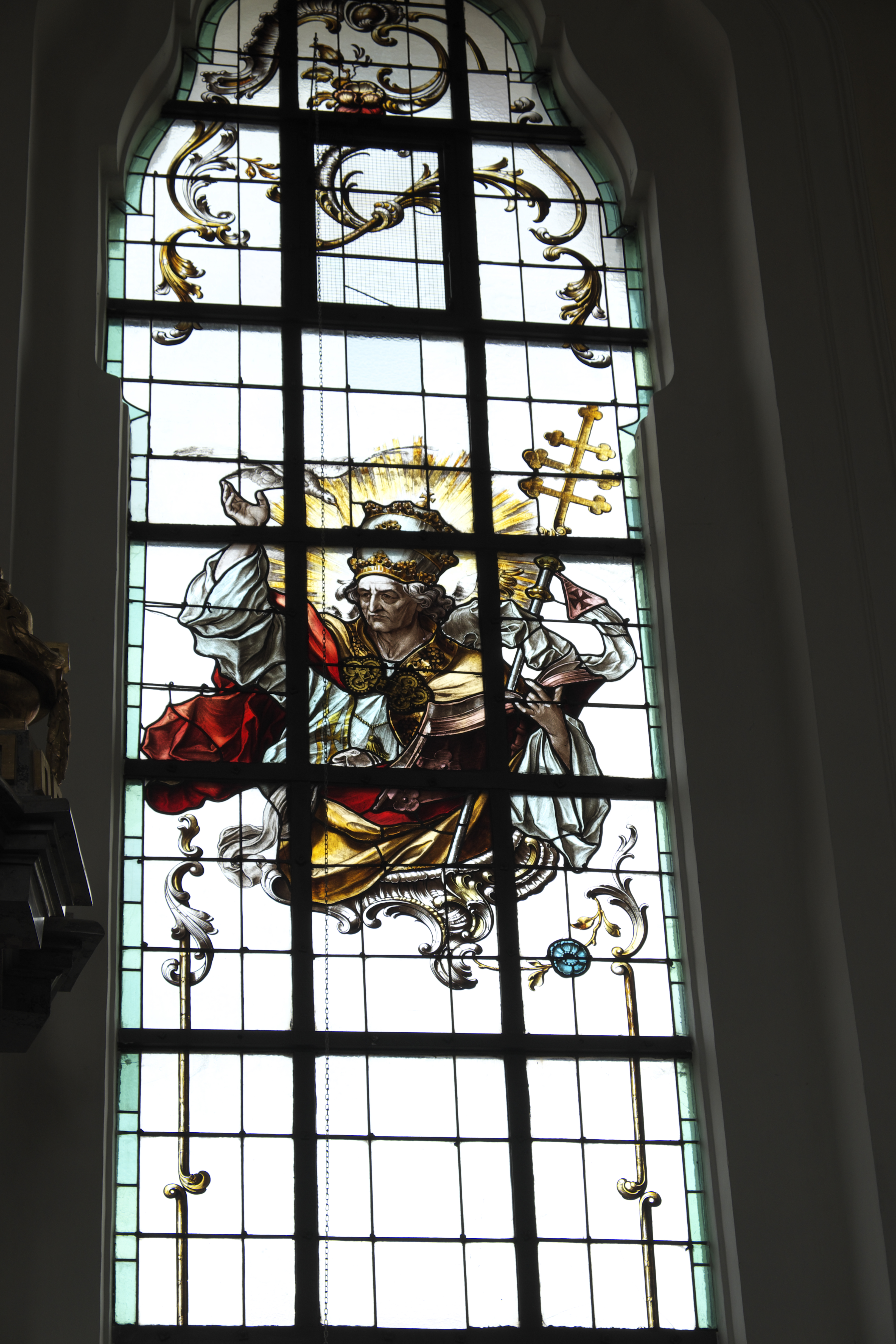
Papst Gregor der Große
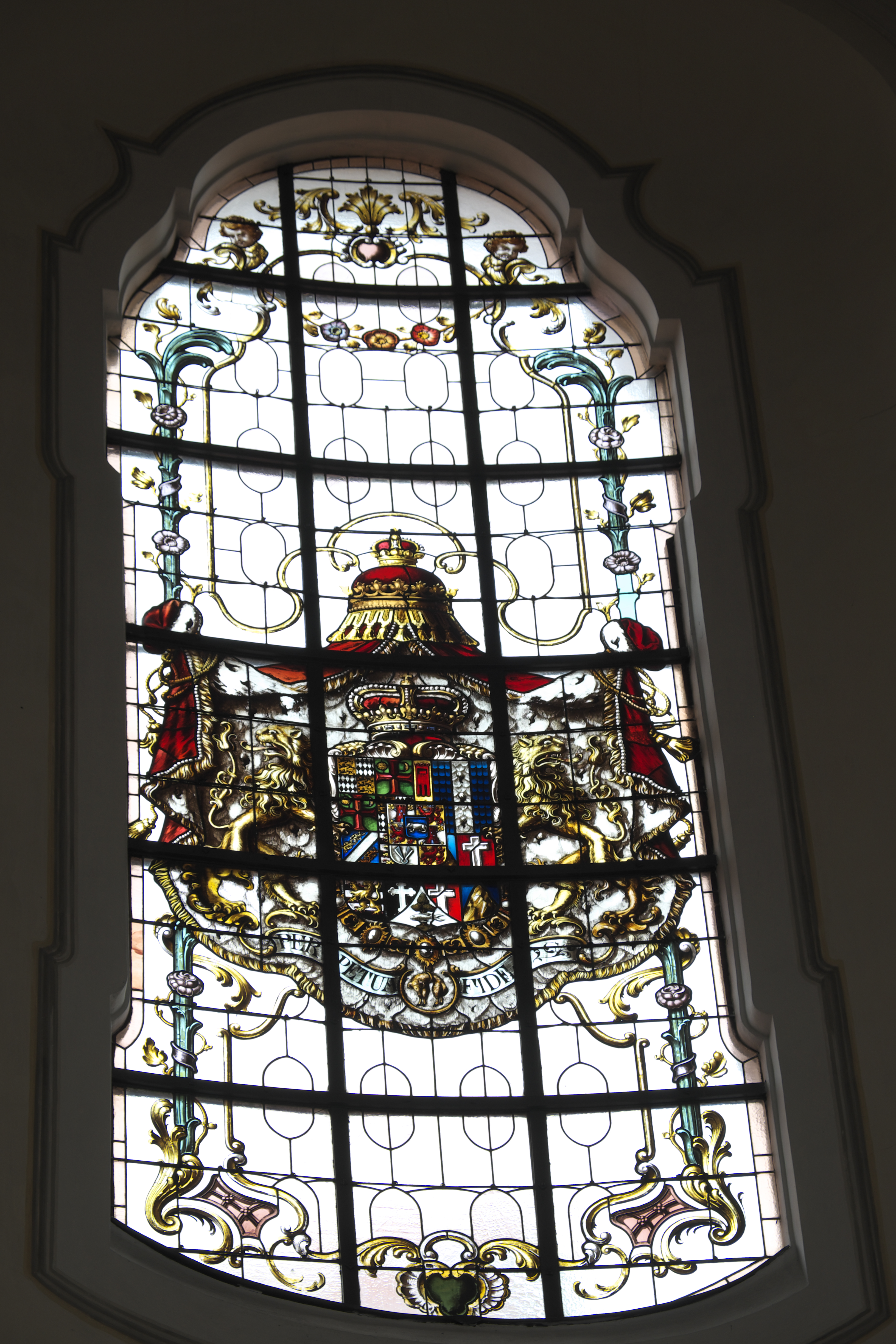
Wappen des Hauses Thurn und Taxis

## Ausstattung

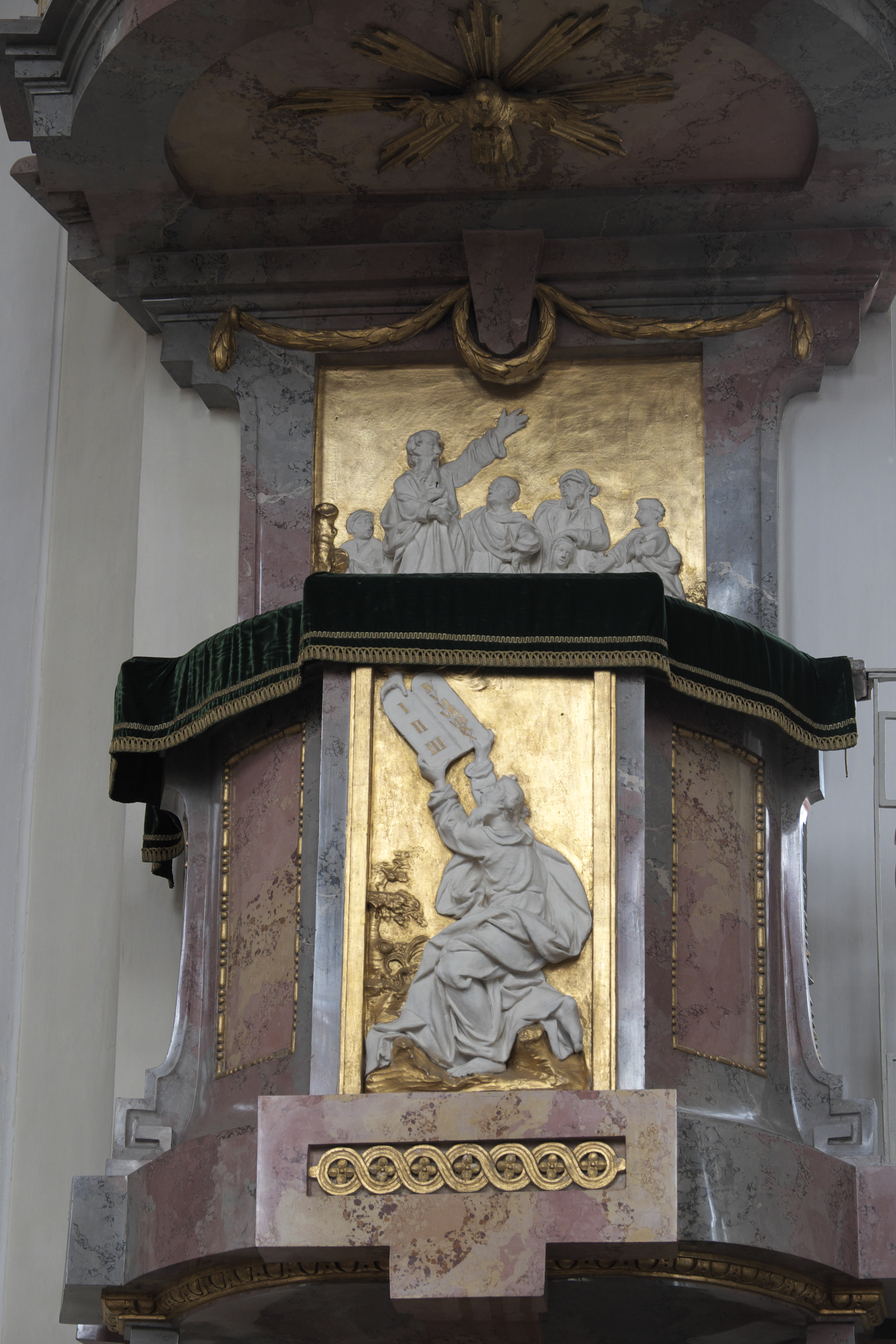
Kanzel

- Der Hochaltar ist Johannes dem Täufer gewidmet. Die beiden lebensgroßen Figuren zu beiden Seiten des Altars stellen seine Eltern, Elisabeth und Zacharias, dar. Das Altarblatt zeigt die Taufe Jesu.
- Das wertvollste Ausstattungsstück ist eine spätgotische Madonnenfigur mit Jesuskind.
- Auf dem Altar in der linken Mulde des Langhauses steht unter einem kunstvollen Prozessionsbaldachin eine weitere Madonna mit Kind, umgeben von Medaillons mit den Rosenkranzgeheimnissen
- Auf dem gegenüberliegenden Altar, in der rechten Seitenmulde, ebenfalls unter einem Prozessionsbaldachin, steht eine Skulptur des heiligen Johannes Nepomuk aus der Zeit um 1750.
- Die frühklassizistische Kanzel wurde von Thomas Schaidhauf geschaffen. Am Kanzelkorb ist Moses zu erkennen, der die Gesetzestafeln erhält, und an der Rückwand Johannes der Täufer bei seiner Predigt. Die Engel auf dem Schalldeckel halten die Symbole der göttlichen Tugenden, Kreuz (Glaube), Anker (Hoffnung) und Herz (Liebe).
- Auf den Prozessionsstangen sind der heilige Ulrich (von 1684), der heilige Sebastian und der heilige Josef dargestellt.
- Die beiden Holzreliefs unter der Empore stellen die heilige Ottilie und vermutlich den heiligen Willibald dar. Die zwei Augen auf dem Buch in der Hand der heiligen Ottilie verweisen auf die Legende, nach der sie blind geboren wurde und erst durch die Taufe ihr Augenlicht erhielt. Zu Füßen der Heiligen entkommt ihr Vater dank ihres Gebetes dem Höllenschlund.
- Auf dem modernen Taufbecken steht eine Skulpturengruppe mit der Darstellung der Taufe Jesu aus dem 18. Jahrhundert.

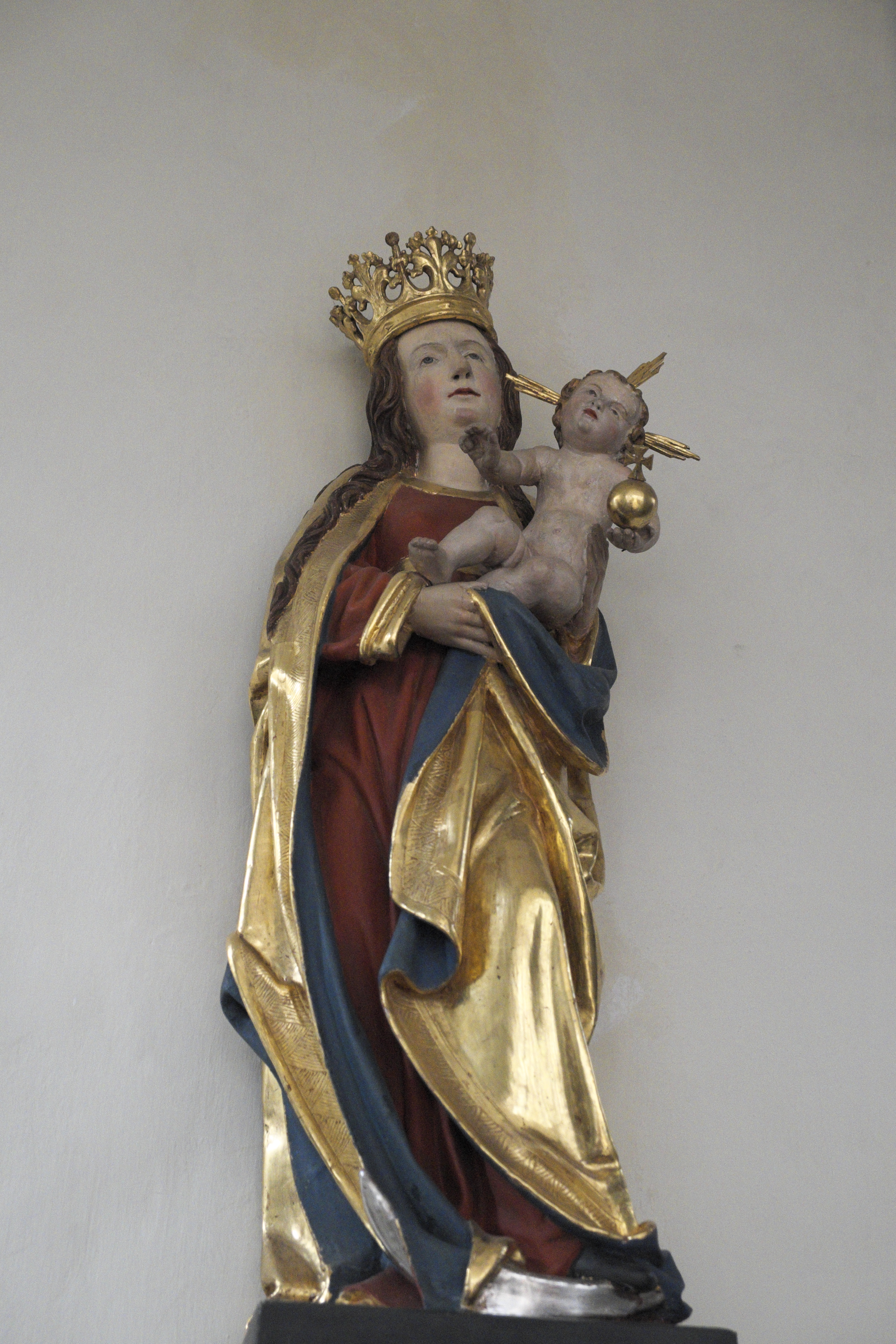
Spätgotische Madonna mit Kind
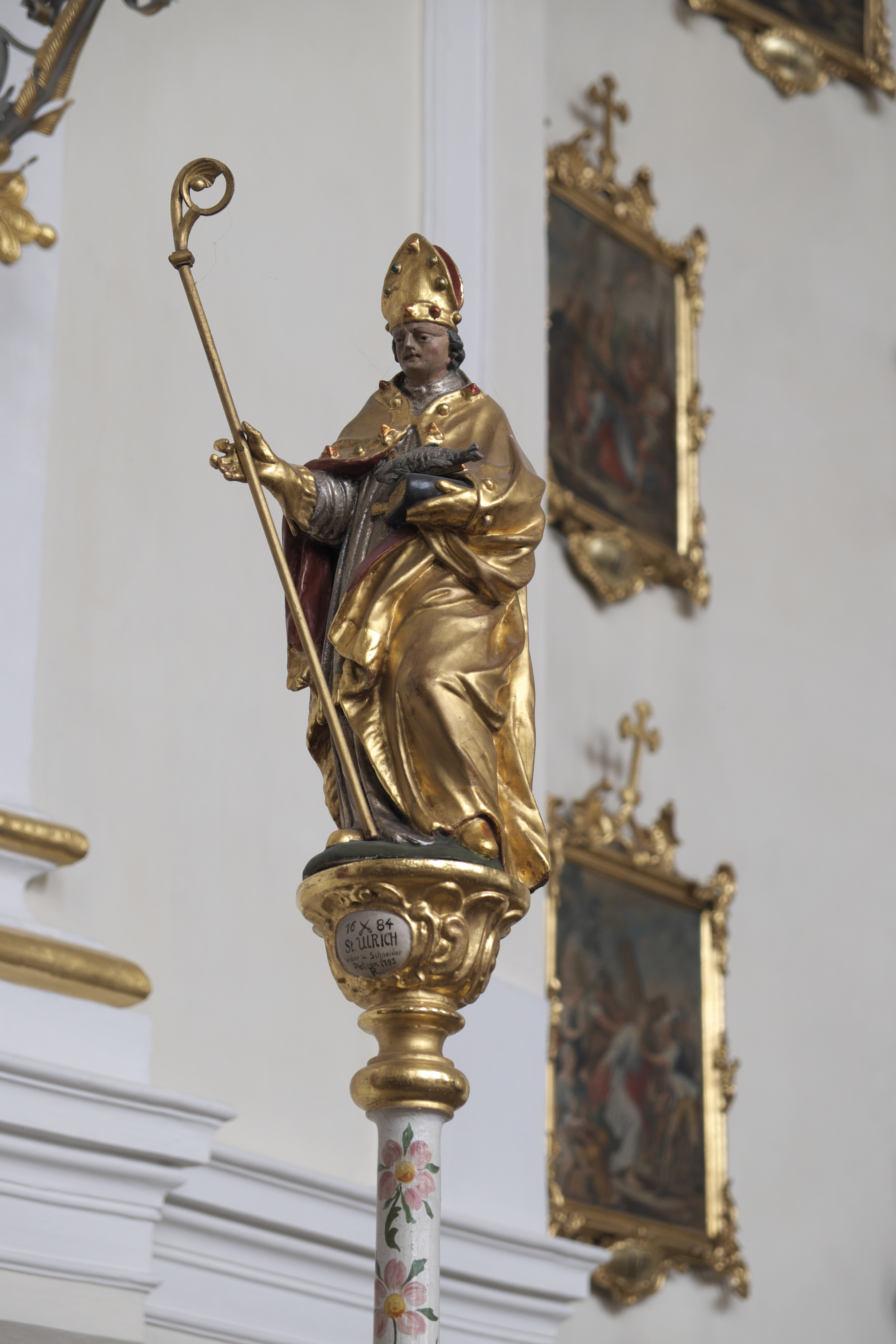
Hl. Ulrich
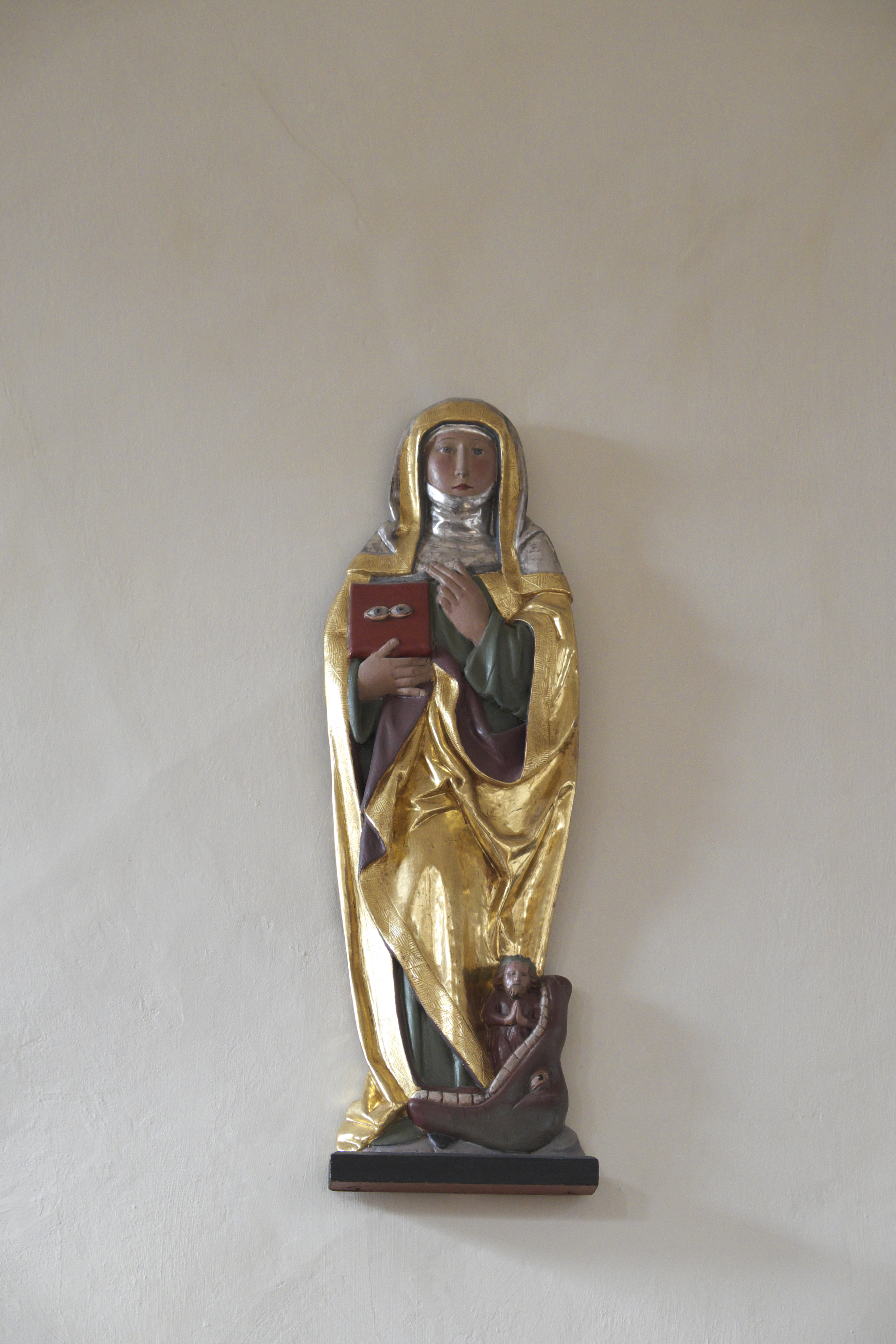
Hl. Ottilie
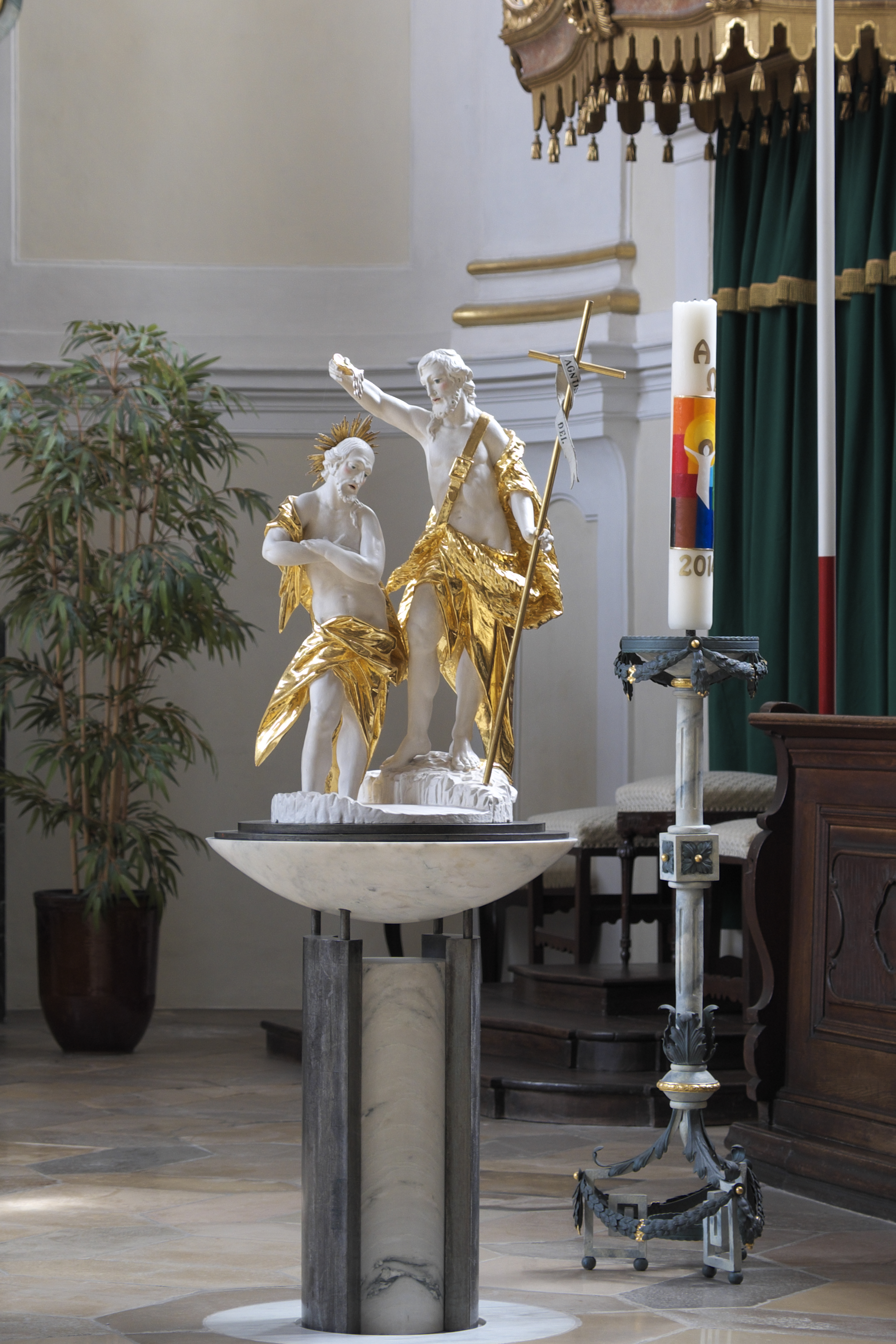
Taufe Jesu

## Orgel

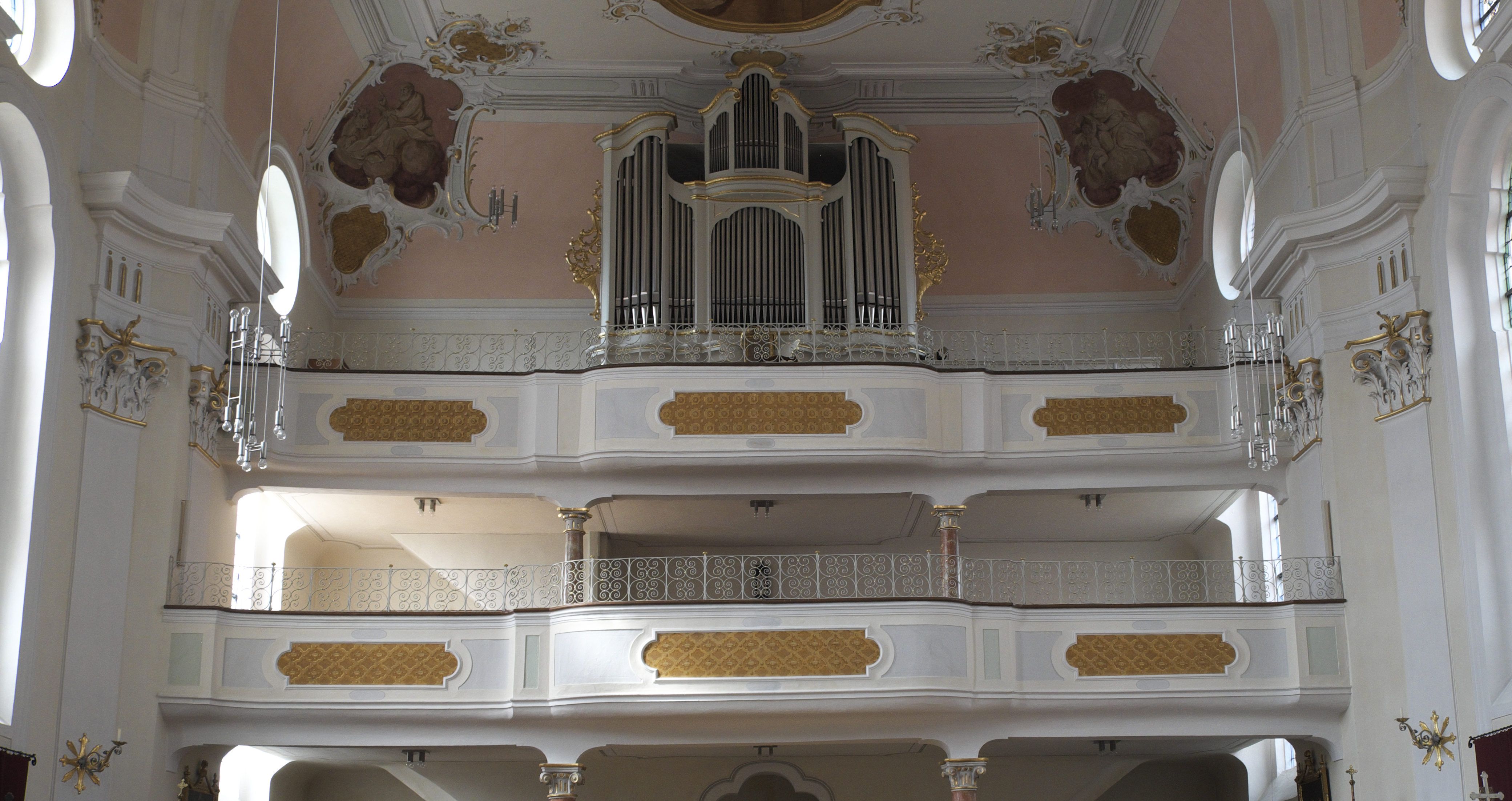
Doppelempore mit Orgel

Die Orgel wurde 1782 von dem Orgelbauer Joseph Höß aus Ochsenhausen gebaut und gilt als sein einziges fast vollständig erhaltenes Werk. Sie besitzt 17 Register auf zwei Manualen und Pedal. Eine Restaurierung erfolgte 1985 durch die Giengener Orgelmanufaktur Gebr. Link.